# Ланге, Свен (драматург)
Свен Ланге (дат. Sven Lange; 22 июня 1868, Копенгаген — 6 января 1930, там же) — датский драматург, редактор, переводчик, литературный и театральный критик.

## Биография
Родился в семье профессора медицины Карла Георга Ланге. В 1893—1900 гг. жил заграницей. В 1896—1898 годах редактировал журнал Simplicissimus.
Дебютировал в 1893 году с романом Engelcke og andre Fortællinger. На его творчество оказало влияние творчество драматургов братьев Карла (1847—1931) и Георга Брандеса, которых он изобразил в своём романе «Первые сражения» (1925).
С 1900 и до конца жизни был театральным рецензентом в газете «Политикен».
Автор пьес: «Мученик» (1896), «Мечта о любви» (1899), «Тихие комнаты» (1902), «Самсон и Далила» (1909), «Леонора Каролю» (1912), поставленных Королевским театром. Эти пьесы, абстрактные по содержанию, отличались холодным, утончённым эстетизмом, были лишены национальной самобытности.
Его перу принадлежит книга «Мысли о театре» (1929).
Эстетические принципы, утверждаемые С. Ланге, носили декадентский характер. Он заявлял, что театр, искусство «чистой поэзии», должен быть далёк от жизни.
Формалистические взгляды С. Ланге оказали влияние на датских драматургов XX века.
Переводил со шведского произведения А. Стриндберга.